# Die weiße Rose (Film)
Die weiße Rose, ein deutscher Spielfilm des Regisseurs Michael Verhoeven über die gleichnamige Widerstandsgruppe gegen das NS-Regime, war die erfolgreichste deutsche Kinoproduktion des Jahres 1982.

## Handlung
Der Film beginnt mit einem Satz aus dem 2. Flugblatt der Weißen Rose, dann werden Fotos der Widerstandskämpfer sowie deren Alter und Hinrichtungsdatum eingeblendet.
Die Handlung setzt im Mai 1942 ein: Die 21-jährige Sophie Scholl aus Ulm, die mit dem Soldaten Fritz Hartnagel verlobt ist, beginnt ihr Studium in München. Sie wohnt bei ihrem Bruder Hans Scholl und freundet sich schnell mit der mit Hans liierten Traute Lafrenz an. Vergnügt feiern Sophie und ihre Freunde bei Kaffee und Kuchen die Taufe des zweitgeborenen Sohnes ihres Freundes Christoph Probst in der Nähe von Innsbruck. Doch dann wird Robert Scholl, der Vater von Hans und Sophie Scholl und ihren Geschwistern Werner, Inge und Elisabeth Scholl, wegen einer Hitler kritischen Äußerung verhaftet. Sophies Bruder Hans, der als Jugendlicher selbst für einige Wochen im Gefängnis saß, da er sich in einer illegalen Jugendgruppe betätigt hatte, ist ein strikter Gegner des Nationalsozialismus.
Bald darauf tauchen in der Münchner Universität Flugblätter auf, in denen zum Widerstand gegen Hitler und den Nationalsozialismus aufgerufen wird. Bald kommt Sophie dahinter, dass ihr Bruder Hans und seine Freunde Christoph Probst, Willi Graf und Alexander Schmorell heimlich die Flugblätter herstellen und verbreiten. Christoph Probst ist jedoch sehr skeptisch, da in den Flugblättern auch zu Sabotage in kriegswichtigen Betrieben aufgerufen wird, und er dies für Gewalt hält. Obwohl Hans dagegen ist, schließt sich Sophie der Widerstandsgruppe an. Unter Lebensgefahr verstecken sie Flugblätter in Telefonbüchern, hängen sie vor Kinos, lassen sie unbemerkt in der Straßenbahn liegen, verschicken sie mit der Post, bringen sie in andere Städte und schreiben nachts Parolen wie „Nieder mit Hitler“ an Häuserwände. Doch die Gestapo ist ihnen auf der Spur, und die Gruppe hat Schwierigkeiten, sich ständig neues Druckpapier für die Flugblätter zu besorgen.
Als Hans und seine Freunde im Wintersemester 1942 von der Ostfront zurückkommen, wo sie als Sanitäter eingesetzt wurden und Gräueltaten wie Erschießungen von Gefangenen durch deutsche Soldaten mitansehen mussten, fühlen sie sich bestärkt, mit ihren Flugblattaktionen weiterzumachen. Auch Professor Kurt Huber, Traute Lafrenz und Gisela Schertling, die Sophie vom Reichsarbeitsdienst kennt, schließen sich der Widerstandsgruppe an, Professor Huber glaubt allerdings nicht daran, dass Flugblätter in diesem Krieg noch wirklich etwas ausrichten können; seiner Meinung nach kann nur noch ein Eingreifen der Wehrmacht helfen.
Die Arbeit der Weißen Rose scheint Früchte zu tragen, als es bei einer Skandalrede in der Münchner Universität durch den Gauleiter Paul Giesler zu Buhrufen und Rangeleien zwischen Studenten und der Polizei kommt, und laut „Nazis raus!“ gerufen wird. Die Studenten knüpfen Kontakte zu anderen Widerstandsgruppen und sogar zu hohen Militärs, darunter zu Falk Harnack. Professor Huber ist kurz davor, aus der Gruppe auszutreten, da er eine von Harnack vorgeschlagene Zusammenarbeit mit Kommunisten und Bolschewisten ablehnt und Hans Scholl seine Hoffnung an die Wehrmacht nicht teilt. Auch Hans hält den ständigen Druck, nicht erwischt zu werden, kaum noch aus, fängt sich jedoch wieder, und die Gruppe plant weitere Aktionen. Bevor jedoch das 6. Flugblatt – in dem unter anderem der sinnlose Tod von rund 300.000 deutschen Soldaten in der Schlacht von Stalingrad angeprangert wird – verbreitet werden kann, werden Hans und Sophie am 18. Februar 1943 beim Auslegen von Flugblättern im Lichthof der Münchner Universität vom Hausmeister beobachtet und verhaftet. Bei Hans Scholl wird ein Flugblattentwurf gefunden, den Christoph Probst verfasst hatte. Als die Gestapo bei den Geschwistern zu Hause ein Dutzend Briefmarken und Briefumschläge und schließlich auch die Druckmaschine, mit der die Flugblätter geschrieben wurden, findet, gesteht Hans. Der Volksgerichtshof unter seinem Vorsitzenden Roland Freisler verurteilt sie zum Tode, da „derartige Schamlose“ nichts anderes verdient hätten. Die Geschwister Scholl und Christoph Probst werden am 22. Februar 1943 gegen 17 Uhr durch das Fallbeil hingerichtet; ihre Freunde Alexander Schmorell, Willi Graf und Kurt Huber noch im selben Jahr ebenfalls.
Im Abspann von 1982 weist der Regisseur darauf hin, dass die Todesurteile des Volksgerichtshofs zum Zeitpunkt der Fertigstellung des Films noch immer rechtsgültig waren. In der Neuauflage des Films von 1985 werden folgende Zeilen eingeblendet: „Kein NS-Richter wurde in der Nachkriegszeit von einem bundesdeutschen Gericht wegen seiner Urteile zur Rechenschaft gezogen. Erst aufgrund der Diskussion um diesen Film hat sich der Bundestag am 25.1.1985 entschlossen, alle Urteile des sogenannten Volksgerichtshofs für „nichtig“ zu erklären“. Dennoch wurden die Urteile des Volksgerichtshofs durch das Gesetz zur Aufhebung nationalsozialistischer Unrechtsurteile in der Strafrechtspflege erst 1998 offiziell aufgehoben.

## Kritiken
„Verhoeven macht in seiner Rekonstruktion Schluss mit verklärenden oder diffamierenden Thesen über die Gruppe. Er befreit sie vom Ruch des politischen Sektierertums und der schwärmerischen Todessehnsucht und deutet das Handeln dieser jungen Leute als klare politische Vernunft. Die Aktualität des Themas Widerstand ist ungebrochen und der kritische Ansatz gegen Ja-Sager, schweigende Intellektuelle und Mitläufer noch immer von Bedeutung.“

„Ein um Objektivität und Authentizität bemühtes Porträt. Zwar vernachlässigt der Film den für einen Teil der Gruppe nicht unwesentlichen religiösen Hintergrund und bleibt formal einer konventionellen Dramaturgie verhaftet, doch gelingt ihm eine seriöse Auseinandersetzung mit dem Problem des politischen Widerstandes im nazistischen Deutschland.“

„Dokumentarischer Spielfilm über den Kreis um die Geschwister Scholl, spannend und von authentischer Atmosphäre (…). (Wertung 2½ Sterne — überdurchschnittlich)“

„Große Emotionalisierung [...] wird in Verhoevens Rekonstruktion ausgespart zugunsten eines dokumentarischen Ansatzes, den er mit Thrillerelementen ergänzt, die in diesem durchweg um Authentizität bemühten Film keinesfalls kontraproduktiv wirken.“

Die Filmbewertungsstelle Wiesbaden verlieh der Produktion das Prädikat besonders wertvoll.

## Sonstiges
Die in Ost-Berlin geborene Hauptdarstellerin Lena Stolze ließ sich von ihrer Freundin Amelie Fried im schwäbischen Dialekt unterrichten, den die wie Fried in Ulm aufgewachsene Sophie Scholl sprach.
Für Oliver Siebert, der Rechtswissenschaft und Islamkunde in Mainz und Singapur studierte und später Rechtsreferendar im Landgerichtsbezirk Mainz wurde, war die Rolle des Alexander Schmorell seine einzige Rolle als Darsteller.
Der Film startete in den Kinos der Bundesrepublik Deutschland am 24. September 1982, im deutschen Fernsehen war er erstmals am 20. Juli 1985 im Abendprogramm der ARD zu sehen.

## Auszeichnungen
- 1982: Preis des Verbandes der Antifaschisten beim Karlovy Vary Filmfestival
- 1983: Deutscher Filmpreis – „Filmband in Silber“ und ein „Filmband in Gold“ für Lena Stolze als Hauptdarstellerin.

## DVD-Veröffentlichung
- Die weiße Rose. Kinowelt Home Entertainment 2004

## Filmdokumentationen
- Die kleine Schwester – Die weiße Rose: Ein Vermächtnis. TV-Dokumentation von Michael Verhoeven, Deutschland 2002, 45 Minuten